# Piotr Granatowicz
Piotr Granatowicz (ur. 18 stycznia 1921 w Koczergach, zm. 17 listopada 1978 w Rwandzie) –  ksiądz pallotyn, dyrektor Wydawnictwa Pallottinum w latach 1961–1970, misjonarz w Afryce.

## Życiorys
Ksiądz Piotr Granatowicz urodził się w roku 1921 w Koczergach w diecezji siedleckiej. Ukończył pallotyńskie Collegium Marianum  w Wadowicach. Do pallotynów wstąpił w 1940, wykształcenie filozoficzne i teologiczne zdobywał warunkach konspiracyjnych w Wadowicach i Kalwarii Zebrzydowskiej. Pierwsze śluby złożył 15 sierpnia 1942.
Księdzem został 27 maja 1945, przyjmując święcenia w Krakowie z rąk biskupa Stanisława Rosponda. Był duszpasterzem w Chełmnie i Radomiu, redaktorem i dyrektorem (1961–1970) Wydawnictwa Pallotinum. Był m.in. redaktorem graficznym pierwszych tomów Encyklopedii katolickiej TN KUL. 
Ks. Granatowicz po studiach z zakresu teologii fundamentalnej na KUL, przez 5 lat prowadził wykłady w Ołtarzewie i w nowicjacie w Ząbkowicach Śląskich. 
W roku 1978 został wysłany do Rwandy w celu rozpoznania możliwości założenia drukarni misyjnej; wcześniej pracował nad przygotowaniem dla Rwandy modlitewnika w języku kinyarwanda. Odbył podróż po Rwandzie, zwiedzając drukarnie i przygotowując sprawozdanie dla miejscowego episkopatu, związane z planowaną drukarnią, a w przyszłości także wydawnictwem misyjnym. W przeddzień spotkania z biskupami rwandyjskimi, a w tydzień po swoim przyjeździe do tego kraju, zginął tragicznie w wypadku samochodowym w wieku 57 lat (ciężko ranny w tym wypadku został inny polski pallotyński misjonarz, ks. Henryk Kazaniecki). Spoczywa w Kigali-Gikondo w Rwandzie.
Ks. Jan Pałyga SAC scharakteryzował ks. Granatowicza w następujący sposób: był (...) wybitnym specjalistą w zakresie sztuki drukarskiej i wydawniczej. Posiadał doskonałą pamięć, znajomość kilku języków obcych (...), nieprzeciętne zdolności techniczne, rzadką umiejętność koncentracji umysłowej i wiele innych zalet.